# Xu Lijia
Xu Lijia (chiń. 徐莉佳; pinyin Xú Lìjia; ur. 30 sierpnia 1987 w Szanghaju) – chińska żeglarka startująca w klasie Laser Radial, złota i brązowa medalistka olimpijska, mistrzyni i dwukrotna wicemistrzyni świata.